# Melica canariensis
Melica canariensis é uma espécie de planta com flor pertencente à família Poaceae. 
A autoridade científica da espécie é W.Hempel, tendo sido publicada em Feddes Repertorium 75: 109. 1967.

## Portugal
Trata-se de uma espécie presente no território português, nomeadamente no Arquipélago da Madeira.
Em termos de naturalidade é endémica da Região Macaronésia.

## Protecção
Não se encontra protegida por legislação portuguesa ou da Comunidade Europeia.